# Delizia dei Bagni Ducali
La delizia dei Bagni Ducali, chiamata anche delizia della Montagna di San Giorgio, si trova a Ferrara, al limite meridionale del baluardo della Montagna, sul percorso della mura.

## Storia
La palazzina dei Bagni Ducali venne costruita alla metà del XVI secolo (attorno al 1541) per volontà di Ercole II d'Este. L'architetto fu probabilmente Girolamo da Carpi (alcuni pensano a Terzo Terzi, ma quasi certamente entrambi contribuirono alla realizzazione di questa delizia estense). Lavorarono alle decorazioni interne, in gran parte perdute, Benvenuto Tisi da Garofalo, Camillo Filippi, Battista Dossi e Girolamo da Carpi.

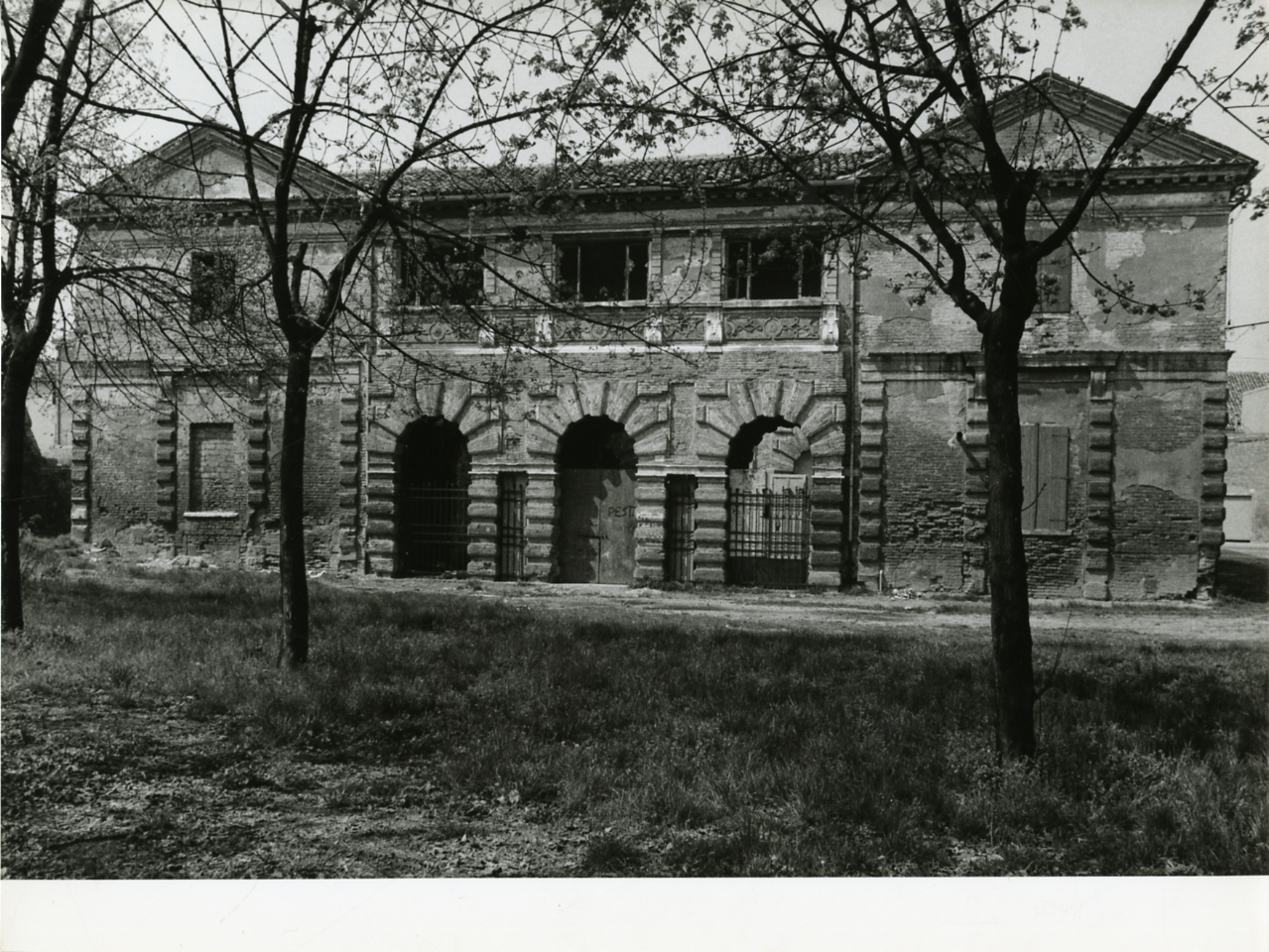
La palazzina dei Bagni Ducali di Ferrara in un'immagine di Paolo Monti del 1969.

Un tempo era una delle più belle delizie estensi nella città di Ferrara, venne usata dagli estensi dal momento della sua costruzione sin quasi alla fine del XVI secolo poi, lentamente, cadde in abbandono. L'arrivo delle truppe napoleoniche fece ulteriori danni, riducendo lo splendido edificio di stile rinascimentale in caserma.
Ludovico Ariosto vide e frequentò sia la palazzina sia i giardini e nel suo Orlando furioso usò queste immagini per descrivere il Paradiso terrestre.

## Aspetti architettonici
L'edificio possiede un cortile interno e ricorda per questo la struttura di una villa romana. La facciata principale e più elegante rivolta al Montagnone, cioè alla parte interna del baluardo della Montagna, mostra al piano terra l'ingresso costituito da tre portali racchiusi da archi rustici ed al piano nobile una loggia con tre ampie finestre. Ai lati due ali simmetriche e scenografiche, sormontate da un timpano come un tempio greco. 
Godeva in origine di ampi e preziosi giardini esterni con labirinti, passeggiate coperte da pergolati, voliere, serragli e abbellimenti marmorei come statue e una fontana. Le parti esterne all'edificio furono demolite subito dopo l'abbandono della casata estense, con la devoluzione di Ferrara,  nel XVII secolo.

## Origini del nome
Il nome in uso di Bagni Ducali non si riferisce all'effettivo utilizzo della palazzina come terme o simile struttura a esclusivo beneficio dei duchi e della corte estense ma tale definizione è rimasta dalla descrizione che Giuseppe Antenore Scalabrini ne fece quando scrisse, nel XVIII secolo, del palazzo come di una fabbrica del Bagno, e questo per la presenza nella costruzione di diverse stanze da bagno.
La delizia fu invece, come gli altri edifici simili, un ambiente dove la natura si univa all'architettura ed all'arte, ed era un luogo di piacere e di svago.
Carlo Bassi lo definisce "grandioso luogo di delizie".

## Situazione
In tempi recenti la palazzina, di proprietà comunale, ospita uffici distaccati del municipio (Servizio manifestazioni culturali e turismo - Politiche per la pace).